# بطولة كاريوكا 1971
بطولة كاريوكا 1971 هو موسم من بطولة كاريوكا. فاز فيه نادي فلومينينسي.